# Fédération angolaise de basket-ball
La Fédération angolaise de basket-ball (en portugais : Federação Angolana de Basquetebol), est l'instance dirigeante des compétitions officielles de basket-ball en Angola. Fondée en 1976, la FAB était présidée par M. José Jaime de Castro Guimarães. Initialement située Rua Rainha Ginga, elle a ensuite déménagé à son adresse actuelle, au rez-de-chaussée d'un immeuble du complexe sportif de Cidadela. La FAB supervise les activités des 18 associations provinciales de basket-ball du pays. Son effectif est généralement de 42 personnes, dont 3 membres de l'assemblée générale, 3 membres du comité d'audit, 5 membres du conseil juridique, 5 membres du conseil de discipline et 16 collaborateurs, tandis que la direction est composée de 10 membres.
La Fédération représente le basket-ball auprès des pouvoirs publics ainsi qu'auprès des organismes sportifs nationaux et internationaux et, à ce titre, l'Angola dans les compétitions internationales. Elle défend également les intérêts moraux et matériels du basket-ball angolais. Elle est affiliée à la FIBA depuis 1979, ainsi qu'à la FIBA Afrique.
Chaque année, la fédération organise le championnat national masculin (BAI Basket), le championnat féminin, ainsi que la Coupe et la Supercoupe d'Angola, y compris chez les moins de 18 ans. Elle supervise également les championnats provinciaux organisés par les associations de basket-ball concernées et la participation des équipes nationales aux événements africains et mondiaux.

## Histoire
Le premier match de basket-ball en Angola eut lieu le 18 mai 1930. Pour célébrer le 10e anniversaire de sa fondation, le Sporting Clube de Luanda , une branche du Sporting Lisbonne , affronta l'Associação Académica do Liceu Central Salvador Correia et s'imposa 8 à 5. Outre ces deux clubs, il n'existait qu'un troisième club de basket-ball dans ce qui était alors la colonie portugaise d'Angola : le Clube Atlético de Luanda. Par la suite, le basket-ball continua de connaître des difficultés en Angola, où, aux côtés du football, l'aviron et l'athlétisme étaient les sports les plus populaires. Ce n'est que deux ans plus tard qu'un quatrième club fut fondé, avec la création d'une section basket-ball du Sport Lisboa e Luanda (plus tard Sport Luanda e Benfica ), une branche du Benfica Lisbonne.